# Алфредо Андерсон
Алфредо Андерсон (31. октобар 1978) бивши је панамски фудбалер.

## Репрезентација
За репрезентацију Панаме дебитовао је 2000. године. За национални тим одиграо је 12 утакмица и постигао 2 гола.

## Статистика
| Панама | Панама | Панама |
| Год.   | Ута.   | Гол.   |
| ------ | ------ | ------ |
| 2000   | 4      | 0      |
| 2001   | 8      | 2      |
| Укупно | 12     | 2      |